# Viola Renvall
Viola Renvall, född 6 april 1905 i Tammerfors, död 1998, var en finländsk poet, författare och lärare. Hon finns representerad i Den svenska psalmboken 1986 med en originaltext och en bearbetning av psalmtext (nr 520 och 631). Hon skrev 58 psalmer.

## Biografi
Renvall växte upp i Tammerfors och studerade svenska och historia vid Helsingfors universitet där hon 1932 avlade en fil. mag.-examen. Hon verkade i sitt yrkesliv som lärare i dessa ämnen men visste redan tidigt att det var författare hon ville bli.
Efter giftermål 1936 men författaren och läraren Hjalmar Krokfors flyttade de till Österbotten där de arbetade som lärare innan familjen flyttade till Pargas 1950.
Renvall debuterade 1929 med diktsamlingen Inom kretsen och gav därefter ut religiöst betonade böcker på vers och prosa samt sagor. Hon var en av 1900-talets mest lästa finlandssvenska lyriker och är känd och läst även i Sverige. Många av hennes dikter har också blivit tonsatta.

## Psalmer
- Jag vet mig en sömn i Jesu namn (1986 nr 631) bearbetning 1980 av Frans Oskar Wågmans översättning 1911 av Magnus Brostrup Landstads danska text från 1869.
- O Herre, i dina händer (1986 nr 520) originaltext 1933. På finska i Den svenska psalmboken på finska Nyt käsiisi taivaan Herra.  (Övers. Anna-Mari Kaskinen, 1996)

I den finlandssvenska psalmboken
- På min väg av själviskhet. (1942) Psalm 85
- O Herre, i dina händer. (1933) Psalm 341
- Natanael står inför Herren Kristus. (1980. 1981) Psalm 345